# Desátý Evropský parlament
Desátý Evropský parlament byl zvolen během voleb v roce 2024 a bude zasedat až do nadcházejících voleb v roce 2029.

## Hlavní události
- Roberta Metsolaová během prvního zasedání desátého funkčního období Evropského parlamentuUrsula von der Leyenová během svého prohlášení ke kandidatuře na předsedkyni Komise6.–9. června 2024

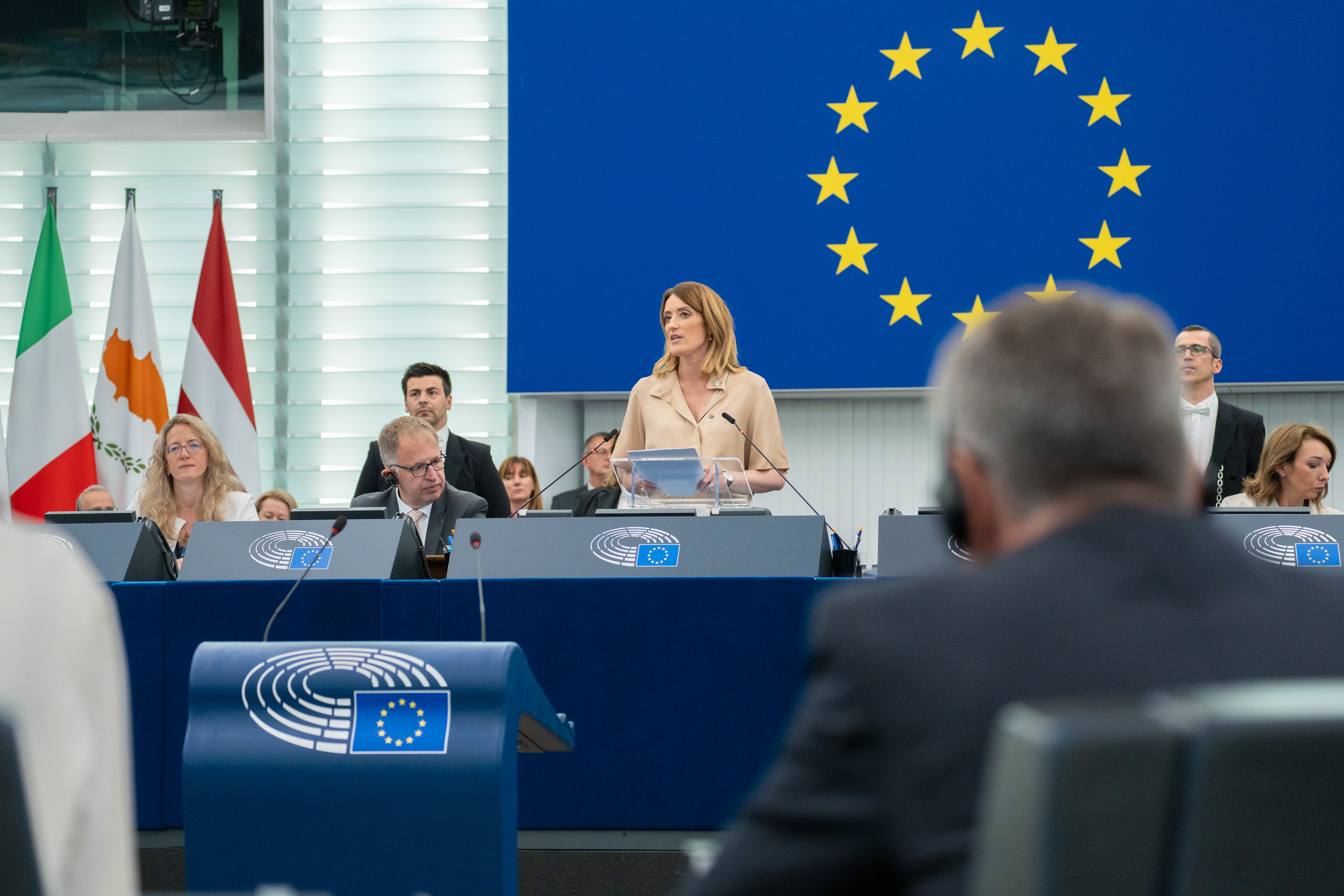
Roberta Metsolaová během prvního zasedání desátého funkčního období Evropského parlamentu

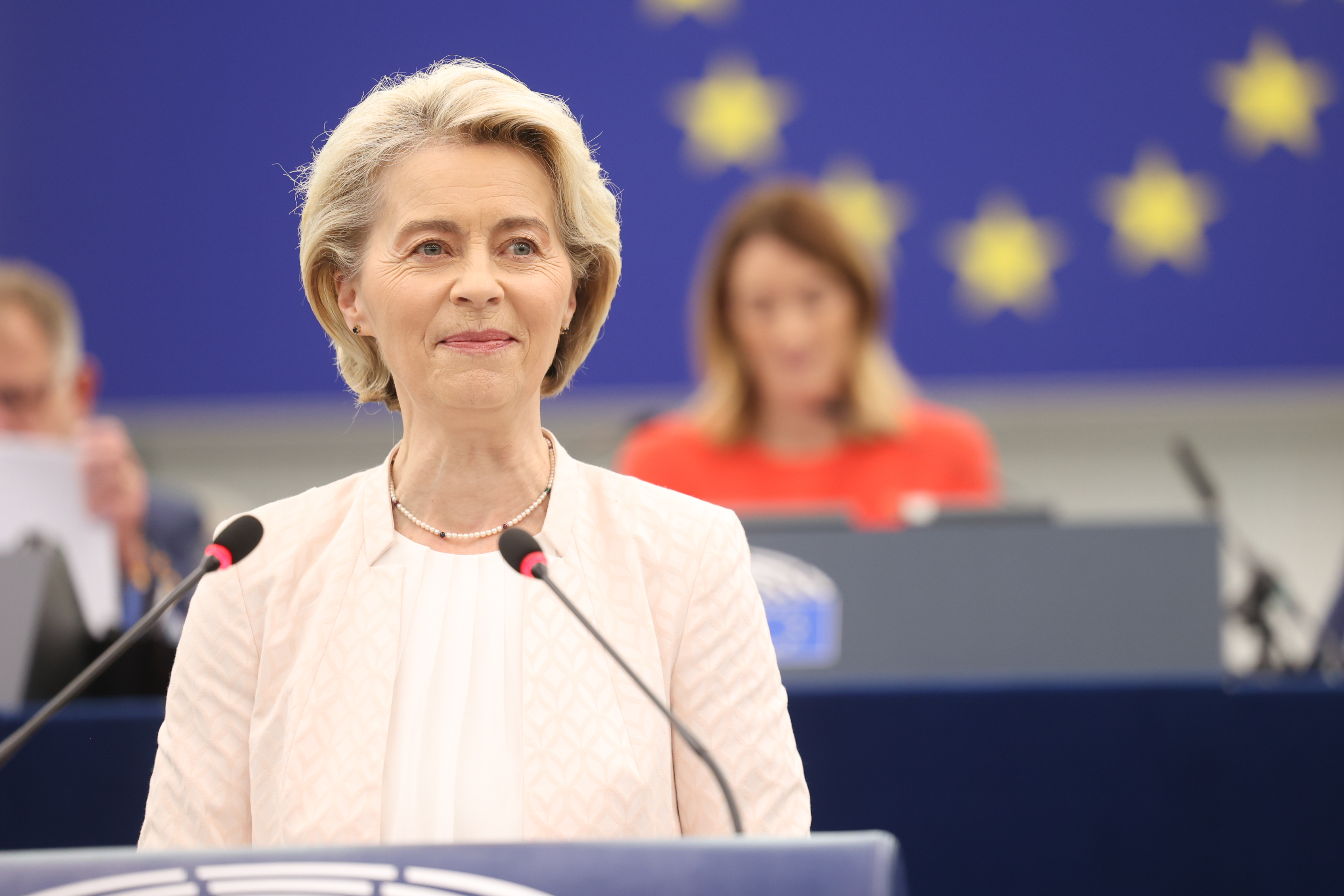
Ursula von der Leyenová během svého prohlášení ke kandidatuře na předsedkyni Komise

  - Volby do 10. Evropského parlamentu
- 16.–19. července 2024 
  - Ustavující plenární zasedání Evropského parlamentu
    - Roberta Metsolaová (EPP, ML) zvolena předsedkyní parlamentu 562 hlasy
    - Ursula von der Leyenová (EPP, DE) zvolena předsedkyní Evropské komise 401 hlasy

## Hlavní rezoluce
- 17. července 2024: Potřeba trvalé podpory EU Ukrajině[2] 2024/2721(RSP)

## Politické skupiny a strany

### Aktuální složení
| Politická skupina a přidružené evropské politické strany | Politická skupina a přidružené evropské politické strany | Politická skupina a přidružené evropské politické strany                                                                          | Europoslanci |
| -------------------------------------------------------- | -------------------------------------------------------- | --- | ------------ |
|                                                          | Skupina EPP                                              | Evropská lidová strana | 188/720      |
|                                                          | S&D                                                      | Pokrokové spojenectví socialistů a demokratů Strana evropských socialistů                                                         | 136/720      |
|                                                          | PfE                                                      | Patrioti pro Evropu Strana identity a demokracie Strana evropských konzervativců a reformistů Evropské křesťanské politické hnutí | 84/720       |
|                                                          | ECR                                                      | Evropští konzervativci a reformisté Strana evropských konzervativců a reformistů Evropské křesťanské politické hnutí              | 78/720       |
|                                                          | Obnova                                                   | Obnovme Evropu Aliance liberálů a demokratů pro Evropu Evropská demokratická strana                                               | 77/720       |
|                                                          | Zelení/ESA                                               | Zelení / Evropská svobodná aliance Evropská strana zelených Evropská svobodná aliance Evropská pirátská strana Volt Europa        | 53/720       |
|                                                          | Levice                                                   | Levice v Evropském parlamentu – GUE/NGL Strana evropské levice Severská aliance zelené levice Nyní Lidé Zvířecí politika EU       | 46/720       |
|                                                          | ESN                                                      | Evropa suverénních národů Strana identity a demokracie                                                                            | 25/720       |
|                                                          | NI                                                       | Nezařazení poslanci | 32/720       |
|                                                          | Prázdné                                                  | Prázdné | 1/720        |

### Historické složení
| Datum                                            | Skupina | Skupina | Skupina    | Skupina | Skupina | Skupina | Skupina  | Skupina | Skupina | Celkem | Prázdné | Ref.        |
| ------------------------------------------------ | ------- | ------- | ---------- | ------- | ------- | ------- | -------- | ------- | ------- | ------ | ------- | ----------- |
| Datum                                            |         |         |            |         |         |         |          |         |         | Celkem | Prázdné | Ref.        |
| Datum                                            | Levice  | S&D     | Zelení/ESA | Obnova  | EPP     | ECR     | Patrioti | ESN     | NI      | Celkem | Prázdné | Ref.        |
| 16. července 2024 (ustavující plenární zasedání) | 46      | 136     | 53         | 77      | 188     | 78      | 84       | 25      | 32      | 719    | 1       | [ 3 ] [ 4 ] |

## Předsednictvo Evropského parlamentu
Předseda Evropského parlamentu spolu se čtrnácti místopředsedy a 5 kvestory jsou vybíráni hlasováním poslanců Evropského parlamentu (europoslanců) na funkční období 2,5 roku s možností opětovného zvolení.

### První polovina volebního období

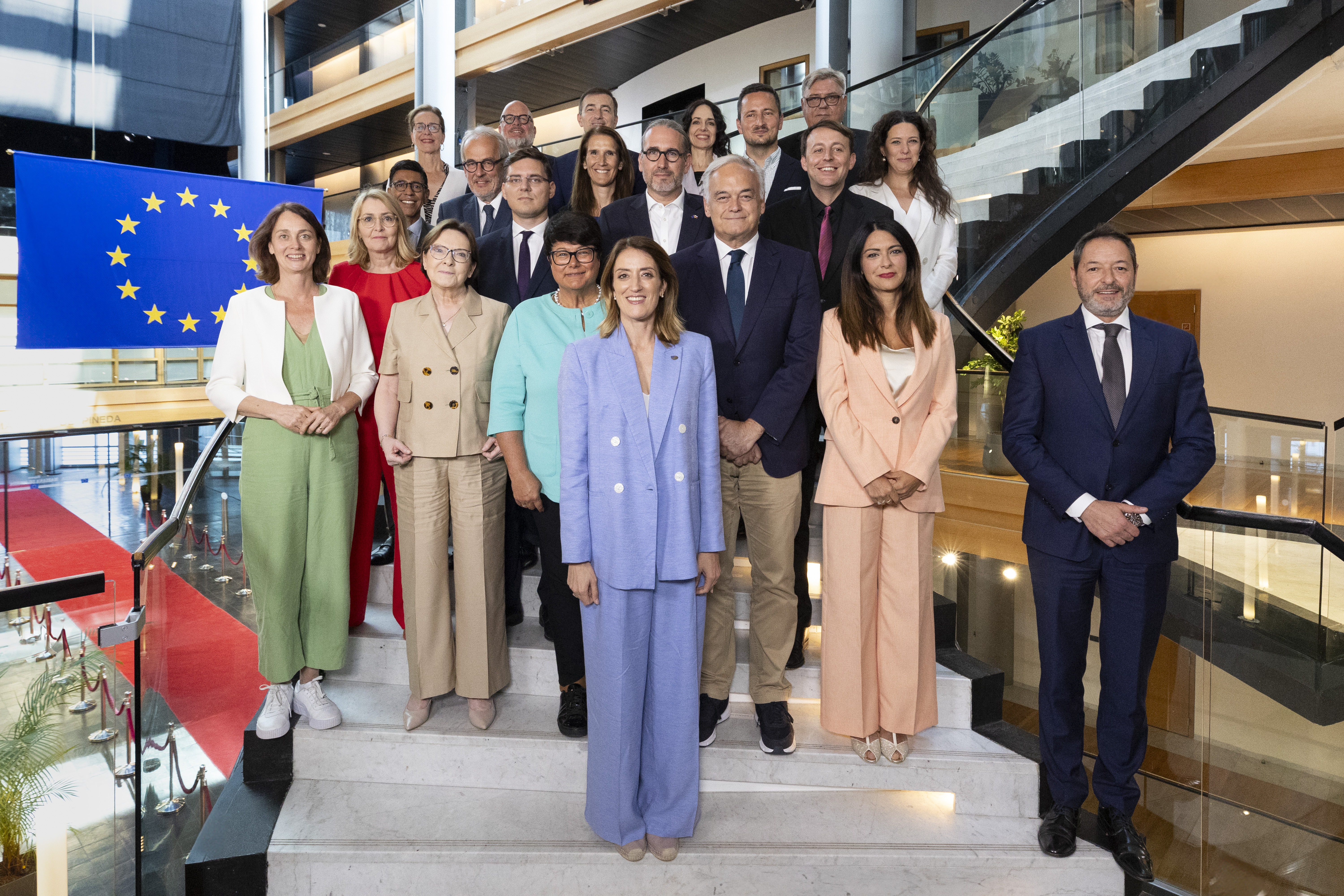
Ustavující schůze předsednictva Evropského parlamentu (1. polovina volebního období)

| Předsedkyně     |  | EPP    | Roberta Metsolaová      | Malta       |
|                 |  |        |                         |             |
| Místopředsedové |  | EPP    | Sabine Verheyenová      | Německo     |
| Místopředsedové |  | EPP    | Ewa Kopaczová           | Polsko      |
| Místopředsedové |  | EPP    | Esteban González Pons   | Španělsko   |
| Místopředsedové |  | S&D    | Katarina Barleyová      | Německo     |
| Místopředsedové |  | S&D    | Pina Piciernová         | Itálie      |
| Místopředsedové |  | S&D    | Victor Negrescu         | Rumunsko    |
| Místopředsedové |  | Obnova | Martin Hojsík           | Slovensko   |
| Místopředsedové |  | S&D    | Christel Schaldemoseová | Dánsko      |
| Místopředsedové |  | S&D    | Javi López              | Španělsko   |
| Místopředsedové |  | Obnova | Sophie Wilmèsová        | Belgie      |
| Místopředsedové |  | Z/ESA  | Nicolae Ștefănuță       | Rumunsko    |
| Místopředsedové |  | ECR    | Roberts Zīle            | Lotyšsko    |
| Místopředsedové |  | ECR    | Antonella Sbernaová     | Itálie      |
| Místopředsedové |  | Levice | Younous Omarjee         | Francie     |
|                 |  |        |                         |             |
| Kvestoři        |  | EPP    | Andrej Kovačev          | Bulharsko   |
| Kvestoři        |  | S&D    | Marc Angel              | Lucembursko |
| Kvestoři        |  | EPP    | Miriam Lexmannová       | Slovensko   |
| Kvestoři        |  | Obnova | Fabienne Kellerová      | Francie     |
| Kvestoři        |  | ECR    | Kosma Złotowski         | Polsko      |

## Výbory

### Stálé výbory
| Výbor                                                   | Výbor                                                   | Výbor | Předseda                                  | Místopředsedové | Koordinátoři skupin                                                                               |
| ------------------------------------------------------- | ------------------------------------------------------- | ----- | ----------------------------------------- | --------------- | ------------------------------------------------------------------------------------------------- |
| Zahraniční věci                                         | Zahraniční věci                                         | AFET  | David McAllister (EPP)                    |                 | Michael Gahler (EPP) Nacho Sánchez Amor (S&D) Hilde Vautmansová (Obnova)                          |
|                                                         | Lidská práva (Podvýbor AFET)                            | DROI  | Mounir Satouri (Z/ESA)                    |                 | Isabel Wiseler-Limaová (EPP) Francisco Assis (S&D) Bernard Guetta (Obnova)                        |
|                                                         | Bezpečnost a obrana (Podvýbor AFET)                     | SEDE  | Marie-Agnes Strack-Zimmermannová (Obnova) |                 | Nicolás Pascual de la Parte (EPP) Sven Mikser (S&D) Nathalie Loiseauová (Obnova)                  |
| Zaměstnanost a sociální věci                            | Zaměstnanost a sociální věci                            | EMPL  | Li Anderssonová (Levice)                  |                 | Dennis Radtke (EPP) Estelle Ceulemansová (S&D) Jana Toomová (Obnova                               |
| Kultura a vzdělávání                                    | Kultura a vzdělávání                                    | CULT  | Nela Riehlová (Z/ESA)                     |                 | Zoltán Tarr (EPP) Hannes Heide (S&D Laurence Farrengová (Obnova)                                  |
| Životní prostředí, veřejné zdraví a bezpečnost potravin | Životní prostředí, veřejné zdraví a bezpečnost potravin | ENVI  | Antonio Decaro (S&D)                      |                 | Peter Liese (EPP) Tiemo Wölken (S&D) Pascal Canfin (Obnova)                                       |
|                                                         | Veřejné zdraví (Podvýbor ENVI)                          | SANT  | Adam Jarubas (EPP)                        |                 | Tomislav Sokol (EPP) Vytenis Povilas Andriukaitis (S&D Vlad Voiculescu (Obnova)                   |
| Právní záležitosti                                      | Právní záležitosti                                      | JURI  | Ilhan Kjučjuk (Obnova)                    |                 | Axel Voss (EPP) René Repasi (S&D) Dainius Žalimas (Obnova)                                        |
| Průmysl, výzkum a energetika                            | Průmysl, výzkum a energetika                            | ITRE  | Borys Budka (EPP)                         |                 | Christian Ehler (EPP) Dan Nica (S&D Christophe Grudler (Obnova)                                   |
| Občanské svobody, spravedlnost a vnitřní věci           | Občanské svobody, spravedlnost a vnitřní věci           | LIBE  | Javier Zarzalejos (EPP)                   |                 | Lena Düpontová (EPP) Birgit Sippelová (S&D) Fabienne Kellerová (Obnova)                           |
| Rozvoj                                                  | Rozvoj                                                  | DEVE  | Barry Andrews (Obnova)                    |                 | Lukas Mandl (EPP) Udo Bullmann (S&D) Charles Goerens (Obnova)                                     |
| Vnitřní trh a ochrana spotřebitelů                      | Vnitřní trh a ochrana spotřebitelů                      | IMCO  | Anna Cavazziniová (Z/ESA)                 |                 | Andreas Schwab (EPP) Stéphanie Yon-Courtinová (Obnova)                                            |
| Ústavní záležitosti                                     | Ústavní záležitosti                                     | AFCO  | Sven Simon (EPP)                          |                 | Loránt Vincze (EPP) Juan Fernando López Aguilar (S&D) Sandro Gozi (Obnova)                        |
| Mezinárodní obchod                                      | Mezinárodní obchod                                      | INTA  | Bernd Lange (S&D)                         |                 | Jörgen Warborn (EPP) Brando Benifei (S&D Marie-Pierre Vedrenneová (Obnova)                        |
| Doprava a cestovní ruch                                 | Doprava a cestovní ruch                                 | TRAN  | Eliza Vozembergová (EPP)                  |                 | Jens Gieseke (EPP) Johan Danielsson (S&D Jan-Christoph Oetjen (Obnova)                            |
| Práva žen a rovnost pohlaví                             | Práva žen a rovnost pohlaví                             | FEMM  | Lina Gálvezová (S&D)                      |                 | Eleonora Meletiová (EPP) Abir Ál-Sahlaniová (Obnova)                                              |
| Rozpočet                                                | Rozpočet                                                | BUDG  | Johan Van Overtveldt (ECR)                |                 | Karlo Ressler (EPP) Jean-Marc Germain (S&D) Lucia Yarová (Obnova)                                 |
| Regionální rozvoj                                       | Regionální rozvoj                                       | REGI  | Dragoș Benea (S&D)                        |                 | Andrej Novakov (EPP) Marcos Ros Semepre (S&D) Ľubica Karvašová (Obnova) Vladimir Prebilič (Z/ESA) |
| Petice                                                  | Petice                                                  | PETI  | Bogdan Rzońca (ECR)                       |                 | Alma Ezcurra Almansa (EPP) Sandra Gómezová Lópezová (S&D Michał Kobosko (Obnova))                 |
| Rozpočtová kontrola                                     | Rozpočtová kontrola                                     | CONT  | Niclas Herbst (EPP)                       |                 | Tomáš Zdechovský (EPP) Carla Tavaresová (S&D) Olivier Chastel (Obnova)                            |
| Zemědělství a rozvoj venkova                            | Zemědělství a rozvoj venkova                            | AGRI  | Veronika Vrecionová (ECR)                 |                 | Herbert Dorfmann (EPP) Dario Nardella (S&D) Elsi Katainenová (Obnova)                             |
| Hospodářství a měna                                     | Hospodářství a měna                                     | ECON  | Aurore Lalucqová (S&D)                    |                 | Markus Ferber (EPP) Jonás Fernández Álvarez (S&D Stéphanie Yon-Courtinová (Obnova)                |
|                                                         | Daňové záležitosti (Podvýbor ECON)                      | FISC  | Pasquale Tridico (Levice)                 |                 | Fernando Navarrete Rojas (EPP) Bruno Gonçalves (S&D Ľudovít Ódor (Obnova)                         |
| Rybolov                                                 | Rybolov                                                 | PECH  | Carmen Crespová (EPP)                     |                 | Gabriel Mato (EPP) André Rodrigues (S&D) Emma Wiesnerová (Obnova)                                 |
| Zdroj: Evropský parlament                               |                                                         |       |                                           |                 |                                                                                                   |

## Sestavení Evropské komise

### Volba předsedy
Evropská rada navrhla 27. června 2024 Ursulu von der Leyenovou jako kandidátku na druhé funkční období předsedkyně Evropské komise. Tajné hlasování Evropského parlamentu se konalo 18. července 2024.
| Kandidát                  | Kandidát | Kandidát | Kandidát | Poslanci | Hlasovalo | Většina | Pro | Proti | Prázdné | Neplatné |
| ------------------------- | -------- | -------- | -------- | -------- | --------- | ------- | --- | ----- | ------- | -------- |
| Ursula von der Leyenová   | Německo  |          | EPP      | 719      | 707       | 360     | 401 | 284   | 15      | 7        |
| Zdroj: Evropský parlament |          |          |          |          |           |         |     |       |         |          |

### Slyšení kandidátů na komisaře
Nově zvolený předseda Komise navrhne Evropskému parlamentu kandidáty na členy Komise.